# Trudeln

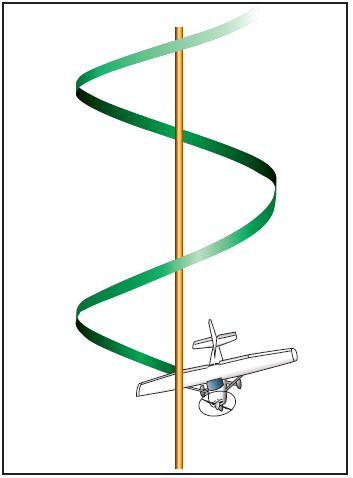
Trudeln – unkontrollierte Abwärtsbewegung eines einmotorigen Hochdeckers

Aresti-Symbol für Trudeln

Trudeln (engl. spin, franz. vrille, auch in der deutschsprachigen Schweiz Vrille) ist ein Flugzustand, bei dem sich das Flugobjekt nach einem einseitigen Strömungsabriss an einer Tragfläche in einer steilen Spirale oder auch Schraubenlinie um die vertikale Achse Richtung Boden bewegt.
Vieles deutet darauf hin, dass der Absturz des Gleitflug-Pioniers Otto Lilienthal 1896 der erste Trudelunfall in der Geschichte der modernen Luftfahrt war.

## Bedeutung des Trudelns
Das Trudeln ist ein komplexer und kritischer Flugzustand, der im regulären Flugbetrieb in der Regel unerwünscht ist, da es oft zu gefährlichen Situationen und Unfällen führen kann. Es handelt sich dabei um eine Fluglage, bei der das Flugzeug nach einem Strömungsabriss in eine rotierende Abwärtsbewegung übergeht. Für die meisten Piloten ist es entscheidend, diesen Zustand zu vermeiden und im Notfall eine effektive Wiederherstellung zu beherrschen, da ein unkontrolliertes Trudeln besonders in niedrigen Höhen lebensgefährlich sein kann.
Im Kunstflug hingegen wird das Trudeln als bewusst herbeigeführte Figur eingesetzt, die Teil des Repertoires vieler Kunstflugpiloten ist. Hierbei spielt nicht nur die Beherrschung der Technik eine Rolle, sondern auch das Verständnis der aerodynamischen Prinzipien, die das Trudeln steuern. Die präzise Durchführung und Kontrolle dieser Figur erfordert intensives Training und tiefgehendes Wissen über die Flugdynamik, insbesondere über die Faktoren, die das Verhalten des Flugzeugs während des Trudelns beeinflussen, wie z. B. der Anstellwinkel und die Wirkung von Steuerbefehlen. Im Kunstflug ist das Trudeln nicht nur ein Test der Flugfertigkeiten, sondern auch ein entscheidender Bestandteil vieler Wettbewerbe und Flugshows, bei denen die Präzision und Sicherheit der Ausführung bewertet werden.
Wissenschaftliche Untersuchungen haben gezeigt, dass spezifisches Spin-Training für Piloten, insbesondere im Zusammenhang mit realistischen Szenarien und Unfallanalysen, die Fähigkeit zur frühzeitigen Erkennung und Vermeidung ungewollter Trudelzustände deutlich verbessern kann. Solche Trainingsprogramme betonen nicht nur die Technik zur Einleitung und Beendigung eines Trudels, sondern auch das Verständnis der Umstände, die zu einem solchen Flugzustand führen können, was zur Verbesserung der Flugsicherheit beiträgt.
Darüber hinaus variiert die Belastung der Flugzeugstruktur während eines Trudels je nach Flugzeugtyp, doch in der Regel ist die Belastung während einer ordnungsgemäßen Wiederherstellung vergleichsweise moderat, was die Risiken für die Strukturintegrität des Flugzeugs minimiert, solange der Pilot die richtige Technik anwendet.

## Einleiten des Trudelns

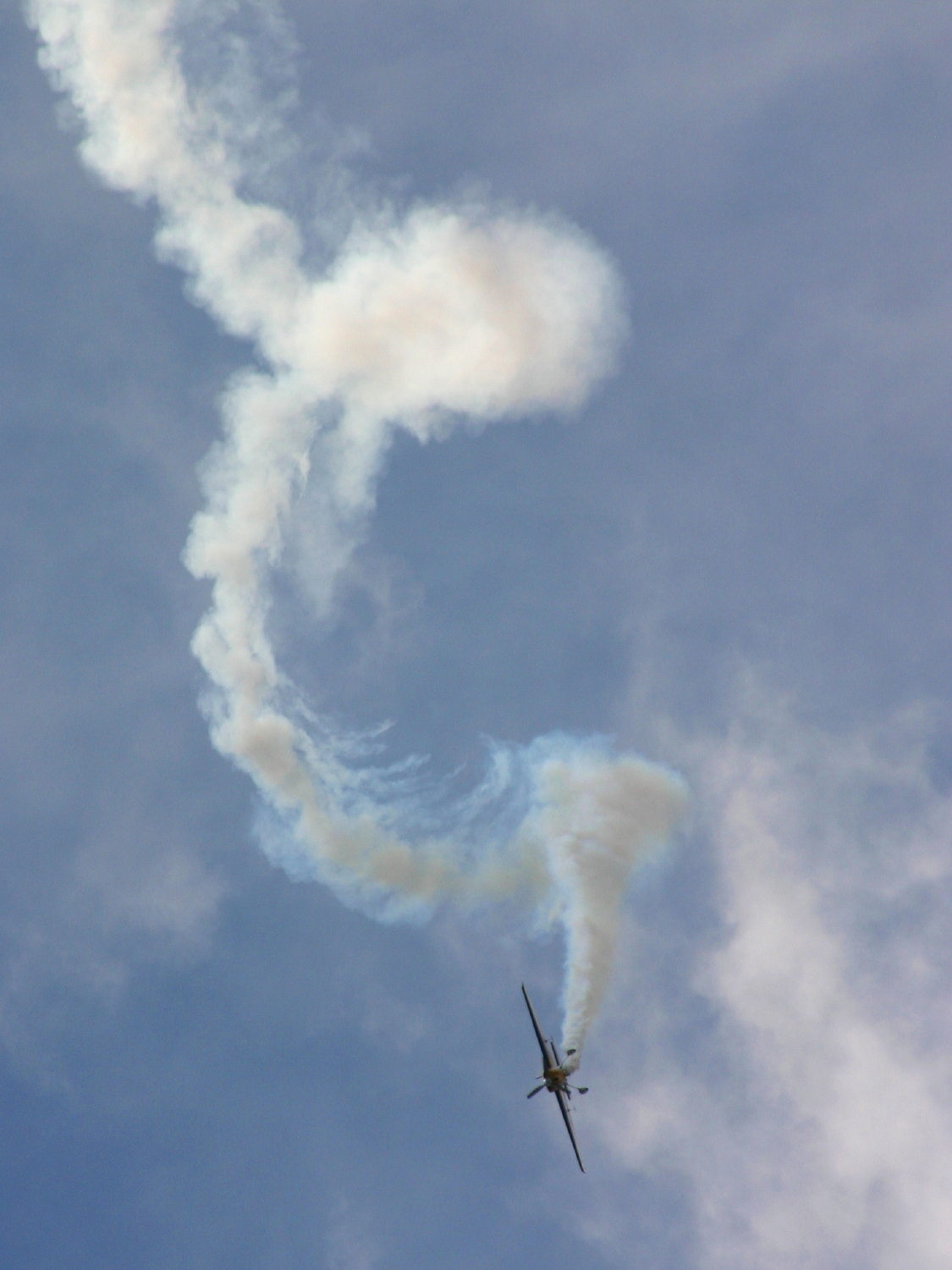
Trudeln im Rahmen einer Kunstflugvorführung

Das Trudeln tritt auf, wenn ein Flugzeug bei einem hohen Anstellwinkel in einen Strömungsabriss gerät, wobei dieser Abriss an einer Tragfläche früher erfolgt als an der anderen. Dieser asymmetrische Strömungsabriss führt dazu, dass der Auftrieb auf der stärker von Strömungsabriss betroffenen Tragfläche drastisch abnimmt, während gleichzeitig der Luftwiderstand zunimmt. Dies bewirkt, dass sich diese Tragfläche nach unten senkt und das Flugzeug in eine spiralförmige, abwärtsgerichtete Drehbewegung eintritt.
Während des Trudelns bleibt die Strömung an der inneren Tragfläche abgerissen, was den hohen Luftwiderstand und die geringe Auftriebskraft an dieser Seite erklärt. Die äußere Tragfläche kann je nach Flugzeugmuster entweder weiterhin einen Teil der Strömung aufrechterhalten oder ebenfalls abreißen. Durch die unterschiedlichen Anstellwinkel beider Tragflächen entsteht eine asymmetrische Luftkraftverteilung, die das Flugzeug in der charakteristischen rotierenden Bewegung hält. Obwohl die Sinkgeschwindigkeit während des Trudelns hoch ist, bleibt die eigentliche Fluggeschwindigkeit relativ gering, ebenso wie die g-Belastung, da der Strömungswiderstand die Bewegungsenergie abbaut.
Der kritische Anstellwinkel, der den Strömungsabriss auslöst, ist nicht direkt von der Fluggeschwindigkeit abhängig, sondern von der Art und Weise, wie die Flugzeugnase relativ zur Luftströmung ausgerichtet ist. Dies erklärt, warum ein Strömungsabriss bei verschiedenen Fluggeschwindigkeiten auftreten kann, je nach Flugzeugkonfiguration und Umgebungsbedingungen.
Im Kunstflug wird das Trudeln absichtlich eingeleitet, um als Manöver präsentiert zu werden. Dies geschieht in der Regel durch Reduzierung der Fluggeschwindigkeit, gefolgt von einem gezielten Anheben des Anstellwinkels mittels Höhenruder. Durch gleichzeitiges Auslenken des Seitenruders wird eine Drehbewegung um die Hochachse initiiert, die den Strömungsabriss einseitig herbeiführt und das Trudeln auslöst. Es ist wichtig, dass diese Manöver präzise und konsistent ausgeführt werden, um die Kontrolle über das Trudeln zu bewahren, insbesondere bei Kunstflugwettbewerben, wo die Genauigkeit der Einleitung und Beendigung des Trudelns bewertet wird.
Die Standardmethode zum Einleiten des Trudelns:
1. Geradeausflug – alle Ruder neutral
2. Motor in Leerlauf bringen
3. Nase leicht über den Horizont, so dass die Fluggeschwindigkeit langsam abnimmt. Warten bis Trudeleinleitgeschwindigkeit erreicht ist
4. Seitenruder voll in die gewünschte Drehrichtung auslenken und Höhenruder durchziehen
5. Idealerweise sollte das Flugzeug vom Geradeausflug direkt ins Trudeln gehen, ohne sich zuerst aufzubäumen. Ein Aufbäumen gibt im Wettbewerb Abzüge.

Das Trudeln lässt sich auch bei hoher Geschwindigkeit einleiten, indem die Flächenbelastung durch Ziehen erhöht wird, wodurch der kritische Anstellwinkel bereits bei höheren Geschwindigkeiten erreicht wird. Diese Situation kann (meist ungewollt) bei Steilkurven auftreten. Im Kunstflug wird sie durch plötzliches Ziehen bewusst herbeigeführt (gerissene Rolle), dies stellt aber wegen der hohen Drehbeschleunigung um die Längsachse erhebliche Anforderungen an die Torsionsfestigkeit des Rumpfes und ist daher nicht mit jedem Flugzeug zulässig.

## Ausleiten des Trudelns
Die Zulassungsvorschriften schreiben vor, dass das Trudeln bei jedem Flugzeug – sofern sich Beladung und Schwerpunkt innerhalb der zugelassenen Grenzen befinden – jederzeit mit der Standardmethode beendbar sein muss.
Die Standardmethode zum Ausleiten des Trudelns ist nach JAR wie folgt definiert:
1. Motor in Leerlauf (falls anwendbar)
2. Querruder neutral
3. Seitenruder voll entgegen der Drehrichtung ausschlagen
4. kurze Pause
5. Höhenruder nach vorne drücken
6. Sobald die Strömung wieder anliegt: alle Ruder neutral und den Sturzflug weich abfangen

Die Reihenfolge (zuerst Seiten- dann Höhenruder) ist wichtig, da sonst das Seitenruder durch das Höhenruder abgeschattet wird, was das Ausleiten verzögern oder gar vollständig verhindern kann. Die unter Punkt 4 aufgelistete Pause zwischen Seiten- und Höhenruder ist in den JAR so nicht enthalten (Stand 2006). Sie ist aber wichtig, da ein zu frühes und/oder zu starkes Drücken wegen der erwähnten Abschattung statt des Ausleitens einen accelerated spin auslösen kann, der nicht mehr direkt, sondern nur über die vorgängige Wiederherstellung des normalen Trudelns durch Ziehen ausgeleitet werden kann. Vermutlich sind viele Trudelunfälle, vor allem solche, bei denen das Flugzeug in geringer Höhe ins Trudeln geraten war, darauf zurückzuführen, dass der Pilot in der Hektik zu früh drückte.
Daneben sind noch andere Ausleitverfahren beschrieben worden (bekannt ist z. B. „Müller-Beggs“). Diese funktionieren aber allesamt nicht bei allen Flugzeugmustern oder in allen Trudelzuständen. (Was übrigens auch Eric Müller selbst, der Erfinder obgenannter Methode, in seinem Lehrbuch „Flight Unlimited“ betont.)
Die Standardmethode funktioniert bei allen Flugzeugen, die nach JAR zugelassen wurden. Allerdings ist sie nur auf den ersten Blick eindeutig formuliert, bei näherer Betrachtung bleiben viele Fragen offen. Wie lange muss die Pause sein? Wie weit ist das Höhensteuer nachzulassen? Es gibt nach JAR zugelassene Flugzeuge, die sich nur mit voll gedrücktem Höhensteuer aus dem Trudeln bringen lassen. Andere jedoch schlagen bei voll gedrücktem Höhensteuer nahtlos ins Rückentrudeln um, anstatt zu retablieren, so dass bei ihnen der Knüppel nur bis in die Neutralstellung nachgelassen werden sollte. Wieder andere retablieren zwar bei gedrücktem Höhensteuer, jedoch erst nach einer Verzögerung von mehreren Umdrehungen, während sie mit gezogenem Höhensteuer sofort aus dem Trudeln gehen. Es ist daher trotz der definierten Standardmethode unbedingt notwendig, das Flughandbuch zu lesen und die darin beschriebene Ausleitmethode zu kennen. Erst recht gilt dies bei Flugzeugmustern, die nach älteren Normen zugelassen wurden. Diese retablieren nach der Standardmethode unter Umständen gar nicht.
Manche Flugzeugmuster lassen sich durch Gasgeben, besser angeströmte Ruder wieder oder besser ausleiten. Dem entgegen wirkt die Beschleunigung so, dass oft die Treibstoffversorgung des Motors unterbrochen wird.

## Flachtrudeln

Flachtrudeln

Das Flachtrudeln ist eine besonders gefährliche Form des Trudelns, die sich durch eine nahezu horizontale Lage des Flugzeugs auszeichnet. Im Gegensatz zum steilen Trudeln, bei dem das Flugzeug eine deutliche Neigung der Längsachse aufweist, bleibt das Flugzeug beim Flachtrudeln fast parallel zum Horizont, während es sich weiterhin um seine vertikale Achse dreht. Diese Lage entsteht meist, wenn der Schwerpunkt des Flugzeugs zu weit nach hinten verlagert ist, was die Flugstabilität erheblich beeinträchtigt und die Neigung des Flugzeugs erhöht, in ein Flachtrudeln zu geraten.
Entscheidend für die Unterscheidung zwischen steilem und flachem Trudeln ist weniger der Winkel der Längsachse als vielmehr die aerodynamischen Strömungsverhältnisse, insbesondere am Seiten- und Höhenruder. Beim normalen, steilen Trudeln ist die Strömung am Seitenruder intakt, sodass das Trudeln durch einen gezielten Einsatz des Ruders kontrolliert beendet werden kann. Beim Flachtrudeln hingegen kann die Strömung am Seitenruder gestört oder vollständig unterbrochen sein, was die Kontrolle über das Flugzeug erheblich erschwert und eine normale Trudelausleitung oft unmöglich macht.
Ein Flachtrudeln kann auch durch falsche Beladung, insbesondere durch einen zu weit hinten liegenden Schwerpunkt, oder durch abrupte, unkoordinierte Steuerbewegungen in einer Situation mit stark reduziertem Auftrieb ausgelöst werden. In solchen Situationen kann das Flugzeug in eine Position geraten, in der keine ausreichende Luftströmung mehr über die Steuerflächen stattfindet, was eine Steuerung unmöglich macht. In einigen Fällen sollen Piloten versucht haben, durch das Verändern der eigenen Position im Cockpit den Schwerpunkt zu verlagern, um das Flugzeug aus dem Flachtrudeln zu befreien, doch der Erfolg solcher Maßnahmen ist keineswegs garantiert.
Im Kunstflug kann durch gezielte Leistungsänderungen, insbesondere bei propellergetriebenen Flugzeugen, ein Übergang von einem normalen Trudeln in ein Flachtrudeln und umgekehrt bewusst herbeigeführt werden. Die Kreiselwirkung des Motors spielt dabei eine entscheidende Rolle. Auch bei bestimmten Segelflugzeugtypen kann ein Flachtrudeln durch spezielle Querruderausschläge ausgelöst und durch entsprechende Steuerbewegungen wieder beendet werden.
Moderne Flugzeuge sind in der Regel so ausgelegt, dass sie unabsichtliche Flachtrudelzustände vermeiden, solange sie innerhalb der vorgeschriebenen Schwerpunktgrenzen beladen werden. Laut den Zulassungsvorschriften müssen Flugzeuge so konstruiert sein, dass sie bei korrekter Beladung nicht von selbst in ein Flachtrudeln geraten. Dennoch ist es von größter Bedeutung, dass Piloten die Grenzen und das Verhalten ihres Flugzeugs genau kennen.

## Spiralsturz
Der Spiralsturz ist ein kritischer Flugzustand, der nicht mit dem Trudeln verwechselt werden sollte. Während das Flugzeug bei einem Trudeln in einer rotierenden, spiralförmigen Bewegung mit einem Strömungsabriss an einem Flügel abwärts fällt, bleibt beim Spiralsturz die Strömung an beiden Tragflächen intakt. Dies führt dazu, dass der Luftwiderstand des inneren Flügels, der im Trudeln vorhanden ist, entfällt, was zu einem schnellen Anstieg der Fluggeschwindigkeit und der g-Belastung führt. Dieser Flugzustand ist extrem gefährlich, da die Belastungsgrenzen des Flugzeugs, wie auch des Piloten, schnell überschritten werden können. Ein Spiralsturz muss sofort beendet werden, um strukturelle Schäden am Flugzeug oder den Verlust des Bewusstseins des Piloten durch hohe g-Kräfte zu vermeiden.
Ein Spiralsturz kann leicht entstehen, wenn ein Flugzeug unbemerkt in eine immer steiler werdende Kurve gerät, insbesondere bei schlechten Sichtverhältnissen oder unaufmerksamer Flugführung. Einige Flugzeuge neigen besonders bei einer vorderen Schwerpunktlage dazu, nach einem Trudeln in einen Spiralsturz überzugehen. Dies kann ein erfahrener Pilot jedoch anhand der unterschiedlichen Kräfte auf den Körper leicht erkennen: Während im Trudeln eine spürbare seitliche Beschleunigung gegen die Drehbewegung wirkt, wird im Spiralsturz die Beschleunigung fast senkrecht auf den Sitz übertragen.
Die korrekte Vorgehensweise zur Beendigung eines Spiralsturzes besteht darin, zunächst die Leistung auf Leerlauf zu reduzieren, dann die Tragflächen zu nivellieren und das Flugzeug aus dem Sturzflug herauszuziehen. Es ist dabei entscheidend, die Fluggeschwindigkeit genau zu überwachen und sicherzustellen, dass sie nicht die maximal zulässige Geschwindigkeit des Flugzeugs (V_ne) überschreitet, um strukturelle Schäden zu vermeiden. Eine abrupte Erholung kann zu einer Überlastung der Flugzeugstruktur oder zu einem erneuten Strömungsabriss führen, was die Situation weiter verschlimmern könnte.
Das Missverständnis zwischen Trudeln und Spiralsturz und die fehlerhafte Anwendung von Trudelrettungstechniken in einem Spiralsturz können fatale Folgen haben. Daher wird dringend davon abgeraten, das Trudeln als Rettungsmaßnahme bei einem ungewollten Einflug in Wolken oder bei schlechter Sicht einzusetzen, wie es in älteren Literaturquellen manchmal empfohlen wurde.

## Etymologie
Das Wort trudeln ist seit dem 18. Jahrhundert belegt. Seine Herkunft ist unklar. Damals hatte es natürlich noch nichts mit der Fliegerei zu tun, sondern bedeutete allgemein langsam und ungleichmäßig rollen oder um sich selbst drehend langsam fallen. Wie zum Beispiel Blätter im Herbst ohne sicheres Ziel von den Bäumen fallen und wirbeln. Diese allgemeine Bedeutung lebt noch im Wort eintrudeln weiter. Trudeln selbst existiert in diesem allgemeinen Sinn heute nicht mehr, landschaftlich wird es noch für würfeln benutzt, anlehnend an die trudelnde Bewegung der Würfel.
Abgesehen von diesem landschaftlichen Spezialfall wird das Wort trudeln heute nur noch als genau definierter technischer Begriff der Fliegerei mit der oben beschriebenen Bedeutung verwendet. Insbesondere ist ein Flugzeug nicht bei jedem beliebigen Kontrollverlust ins Trudeln geraten, wie man es oft liest. Meist liegt durch einen überzogenen Flugzustand (Flugzeug zu langsam, Pilot will nicht nach unten und zieht unwillkürlich am Höhenruder) ein Strömungsabriss vor und das Flugzeug fällt wie ein Stein zu Boden.

## Theorie
Eine physikalische Theorie des Trudelns wurde erstmals von Frederick Lindemann während des Ersten Weltkriegs formuliert. Lindemann war Mitglied des Royal Flying Corps und verifizierte seine Theorie im erfolgreichen Selbstversuch.
Zur Luftfahrtforschung wurden in den 1930er Jahren in Berlin der Trudelturm und der 130 m lange Große Windkanal errichtet.
Es gibt zahlreiche Bücher und Schriften zum Thema Trudeln. Das Trudeln hängt aber von so vielen Parametern ab und die möglichen Prozesse sind so vielfältig, dass es noch keine abschließende, alle möglichen Modi umfassende Theorie gibt.